# Istina
Istina – szósty studyjny album serbskiego zespołu Riblja čorba. Album ukazał się 27 marca 1985 roku nakładem wytwórni PGP RTB. Materiał nagrano w Belgradzkim studio Akvarijus. W 1998 album został sklasyfikowany na 43. miejscu listy 100 najlepszych rockowych i popowych albumów wydanych w byłej Jugosławii, opublikowanej w książce YU 100: najbolji albumi jugoslovenske rok i pop muzike (YU 100: najlepsze albumy jugosłowiańskiej rock i pop muzyki).

## Lista utworów
| Nr | Tytuł utworu                | Słowa         | Muzyka                         | Długość |
| -- | --------------------------- | ------------- | ------------------------------ | ------- |
| 1. | „Ajde beži”                 | Bora Đorđević | Miša Aleksić                   | 4:16    |
| 2. | „Neću da te volim”          | Bora Đorđević | Miša Aleksić, Nikola Čuturilo  | 4:01    |
| 3. | „Hleba i igara”             | Bora Đorđević | Bora Đorđević                  | 2:44    |
| 4. | „Sačekaj”                   | Bora Đorđević | Bora Đorđević                  | 3:52    |
| 5. | „Alo”                       | Bora Đorđević | Miša Aleksić                   | 2:58    |
| 6. | „Disko mišić”               | Bora Đorđević | Vicko Milatović. Bora Đorđević | 3:21    |
| 7. | „Verno pseto”               | Bora Đorđević | Vidoja Božinović               | 4:05    |
| 8. | „Dvorska budala”            | Bora Đorđević | Bora Đorđević                  | 2:52    |
| 9. | „Pogledaj dom svoj, anđele” | Bora Đorđević | Bora Đorđević                  | 3:39    |
|    |                             |               |                                | 31:48   |

## Twórcy
- Bora Đorđević – śpiew
- Vidoja Božinović – gitary
- Nikola Čuturilo – gitary
- Miša Aleksić – gitara basowa
- Vicko Milatović – perkusja
- Goran Bregović – śpiew (gościnnie w utworze 6)
- Kornelije Kovač – instrumenty klawiszowe
- John McCoy – produkcja muzyczna
- Goran Vejvoda, Ratko Ostojić – nagranie
- Jugoslav Vlahović – opracowanie graficzne, fotografie[1]